# 小行星20608
小行星20608（20608 Fredmerlin）是一颗绕太阳运转的小行星，为主小行星带小行星。该小行星于1999年9月发现。

## 轨道参数
小行星20608的轨道半长轴为327 859 081 km（2.1915714 UA），离心率为0.075。